# NGC 4488
NGC 4488 (również PGC 41363 lub UGC 7653) – galaktyka spiralna z poprzeczką (SB0-a), znajdująca się w gwiazdozbiorze Panny. Odkrył ją William Herschel 28 grudnia 1785 roku. Należy do Gromady w Pannie.